# کلدسپرینگ (تگزاس)
کلدسپرینگ، تگزاس(به انگلیسی: Coldspring, Texas) شهری در ایالت تگزاس از ایالات جنوبی ایالات متحده آمریکا است. در سرشماری سال ۲۰۰۰، جمعیت این شهر ۶۹۱ نفر اعلام شد.